# Eurya inaequalis
Eurya inaequalis là một loài thực vật có hoa trong họ Pentaphylacaceae. Loài này được P.S.Hsu mô tả khoa học đầu tiên năm 1964.